# Timur Kapadze
Timur Kapadze (Fergana, 5 de setembro de 1981) é um treinador e ex-futebolista uzbeque que atuva como meia. Atualmente comanda a Seleção do Uzbequistão.

## Carreira
Kapadze iniciara a carreira em 1998 no Neftchi Fergana, de sua cidade natal. Em 2002, foi para o mais tradicional clube do país, o Pakhtakor Tashkent, e desde 2008 está na nova potência nacional, o Bunyodkor (ex-Quruvchi).

## Seleção
Possui ascendência georgiana, mas preferiu jogar por seu país natal. Estreou pelo Uzbequistão em 2002 e jogou nas Copas da Ásia de 2004 e 2007, em que o país chegou ambas as vezes nas quartas-de-final - na última, marcou dois gols. 
Ele representou a Seleção Usbeque de Futebol na Copa da Ásia de 2015.
Nos tempos de URSS, seu nome fora russificado para Timur Takhirovich Kapadze (Тимур Тахирович Кападзе).